# Ка Бјанка (Модена)
Ка Бјанка (итал. Ca' Bianca) је насеље у Италији у округу Модена, региону Емилија-Ромања.
Према процени из 2011. у насељу је живело 21 становника. Насеље се налази на надморској висини од 17 м.